# Neri Corsini (Kardinal, 1624)

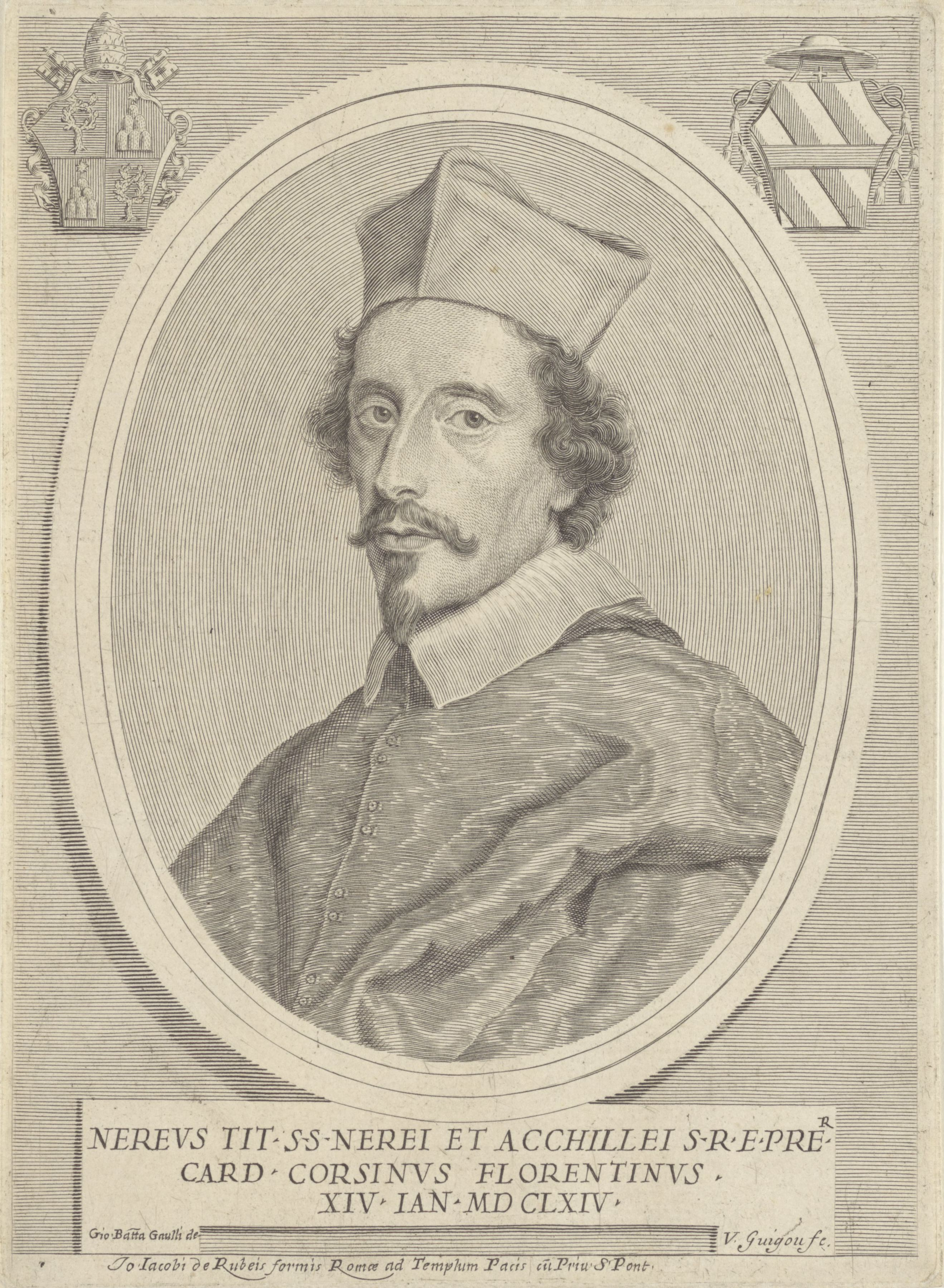
Neri Kardinal Corsini (Porträt Erstdruck 1664)

Neri Corsini (auch Nereo Corsini oder Nerio Corsini; * 1. August 1624 in Florenz; † 19. September 1678 in San Casciano dei Bagni) war ein italienischer römisch-katholischer Geistlicher, Bischof von Arezzo und Kardinal.

## Leben
Er war der Sohn von Filippo Corsini und dessen Ehefrau Maddalena Machiavelli. Einer seiner Neffen wurde später als Clemens XII. Papst. Ein weiterer Neffe war der spätere Kardinal Giambattista Patrizi. Neri Corsini war Großonkel des Kardinals Neri Maria Corsini und Urgroßonkel des Kardinals Andrea Corsini. Er wurde am 14. Oktober 1647 Kleriker der Apostolischen Kammer und Präsident des Straßenwesens im Kirchenstaat.
Am 12. August 1652 wurde er zum Titularerzbischof von Tamiathis ernannt, unter Dispens davon, dass er noch nicht die Priesterweihe empfangen hatte, und unter Beibehaltung seiner Position in der Apostolischen Kammer. Die Bischofsweihe spendete ihm am 1. September 1652 in der römischen Kirche Santa Maria degli Angeli Kardinal Fabio Chigi, Bischof von Imola; Mitkonsekratoren waren Ranuzio Scotti, früherer Bischof von Borgo San Damiano, und Carlo Carafa della Spina, Bischof von Aversa. Später war er Nuntius in Frankreich.
Papst Alexander VII. erhob ihn im Konsistorium vom 14. Januar 1664 zum Kardinalpriester. Den Kardinalshut und die Titelkirche Santi Nereo ed Achilleo empfing Neri Corsini am 15. März 1666. Vom 10. Mai 1667 bis zum 7. Mai 1670 war er Legat in Ferrara. Er nahm am Konklave 1667 teil, das Papst Clemens IX. wählte. Ferner war er Teilnehmer am Konklave 1669/1670, aus dem Clemens X. als Papst hervorging. Am 8. Februar 1672 wurde Corsini mit dem persönlichen Titel eines Erzbischofs zum Bischof von Arezzo ernannt. Er nahm am Konklave 1676 teil, an dem Papst Innozenz XI. gewählt wurde. Das Bischofsamt von Arezzo gab er am 7. März 1677 auf.
1651 ist er in die Florentiner Accademia della Crusca aufgenommen worden.
Neri Corsini starb am 19. September 1678 in balneis Sancti Cassiani. Beigesetzt wurde er in Florenz in der Kapelle, die Andrea Corsini in der Kirche Santa Maria del Carmine hatte erbauen lassen.